# Mistrzostwa Świata Par na Żużlu 1974
Mistrzostwa Świata Par 1974 – piąta edycja w historii na żużlu. Wygrała para szwedzka – Anders Michanek i Sören Sjösten.

## Półfinały

### Pierwszy półfinał
- 26 maja 1974 r. (niedziela),  Rodenbach
- Awans: 3

| Miejsce | Kraje         | Suma | Zawodnicy                         | Pkt.  | Pkt bieg. |
| ------- | ------------- | ---- | --------------------------------- | ----- | --------- |
| 1       | Australia     | 28   | Phil Crump John Boulger           | 16 12 | b.d       |
| 2       | Nowa Zelandia | 22   | Ivan Mauger Barry Briggs          | 15 7  | b.d       |
| 3       | Szwecja       | 20   | Anders Michanek Tommy Jansson     | 10    | b.d       |
| 4       | Dania         | 18   | Ole Olsen Finn Thomsen            | 16 2  | b.d       |
| 5       | Norwegia      | 15   | Reidar Eide Dag Lövaas            | 11 4  | b.d       |
| 6       | Szkocja       | 13   | Jim McMillan George Hunter        | 9 4   | b.d       |
| 7       | RFN           | 9    | Gerhard Uhlenbrock Jürgen Hehlert | 8 1   | b.d       |

### Drugi półfinał
- 26 maja 1974 r. (niedziela),  Krško
- Awans: 3

| Miejsce | Kraje             | Suma | Zawodnicy                            | Pkt.  | Pkt bieg. |
| ------- | ----------------- | ---- | ------------------------------------ | ----- | --------- |
| 1       | Polska            | 28   | Zenon Plech Edward Jancarz           | 14    | b.d       |
| 2       | Związek Radziecki | 26   | Władimir Gordiejew Wiktor Kałmykow   | 15 11 | b.d       |
| 3       | Czechosłowacja    | 26   | Jiří Štancl Milan Špinka             | 13    | b.d       |
| 4       | Jugosławia        | 17   | Ewald Babic Josip Francic            | 6 11  | b.d       |
| 5       | Węgry             | 12   | Janos Szöke István Sziráczki         | 6     | b.d       |
| 6       | Austria           | 10   | Hubert Fischbacher Helmut Schippl    | 9 1   | b.d       |
| 7       | Włochy            | 9    | Francesco Biginato Sandro Pastorelli | 8 1   | b.d       |

## Finał
- 13 lipca 1974 r. (sobota),  Manchester – stadion Belle Vue

| Miejsce | Kraje             | Suma | Zawodnicy                              | Pkt. | Pkt bieg. |
| ------- | ----------------- | ---- | -------------------------------------- | ---- | --------- |
| 1       | Szwecja           | 28   | Anders Michanek Sören Sjösten          | 14   | b.d.      |
| 2       | Australia         | 23   | Phil Crump John Boulger                | 14 9 | b.d.      |
| 3       | Nowa Zelandia     | 21   | Ivan Mauger Barry Briggs               | 17 4 | b.d.      |
| 4       | Anglia            | 20   | Peter Collins Dave Jessup              | 12 8 | b.d.      |
| 5       | Polska            | 18   | Zenon Plech Edward Jancarz             | 12 6 | b.d.      |
| 6       | Związek Radziecki | 10   | Grigorij Chłynowski Władimir Gordiejew | 6 4  | b.d.      |
| 7       | Czechosłowacja    | 6    | Jan Holub Jan Hadek                    | 3    | b.d.      |